# Dombeya coriopsis
Dombeya coriopsis är en malvaväxtart som beskrevs av Bénédict Pierre Georges Hochreutiner. Dombeya coriopsis ingår i släktet Dombeya och familjen malvaväxter. Inga underarter finns listade i Catalogue of Life.